# Pothyne borneotica
Pothyne borneotica là một loài bọ cánh cứng trong họ Cerambycidae.